# 安東區
安東區（西班牙語：Distrito de Antón），是巴拿馬的一個行政區，位於該國中部，由科克萊省負責管轄，始建於1855年，面積747.8平方公里，2010年人口54,632，人口密度每平方公里73.06人。